# マックスバリュ東海
マックスバリュ東海株式会社（マックスバリュとうかい、英: Maxvalu Tokai Co., Ltd.）は、本社を静岡県浜松市中央区に置き、東海4県（静岡県・愛知県・岐阜県・三重県）、神奈川県、山梨県、滋賀県に店舗を持つイオングループのスーパーマーケット運営企業である。東京証券取引所スタンダード市場上場。

## 会社概要
1997年に経営破綻したヤオハン・ジャパンを前身とする。当初はイオンによる100%子会社化・社名変更前からの既設屋号である「ヤオハン」が中心だったが、「ヤオハン」の改装後の店舗並びに新たに開店した店舗は「マックスバリュ」で展開しており、それと並行する形で「ヤオハン」も営業が続けられていた。しかし、2011年1月に残存の「ヤオハン」全店舗を2月末までに「マックスバリュ」に統一することを発表。その後、同年1月29日に稲取店と湯河原店を「マックスバリュ」に屋号変更したのを皮切りに、他の「ヤオハン」も順次「マックスバリュ（一部店舗は「マックスバリュエクスプレス）」に屋号変更され、同年2月19日のエクスプレス長泉店、二宮店の屋号変更をもって残存の「ヤオハン」全店舗が「マックスバリュ」に統一され、ヤオハン・ジャパン時代から長きにわたって展開された「ヤオハン」屋号は姿を消した。
また、2006年に譲り受けた「ジョイフル東海」や2008年にエコスから譲受、子会社化したシーズンセレクト（旧・松菱商事）が展開していた「マツビシマート」、「シーズンセレクト」についても、屋号が「マックスバリュ」に転換されており、これにより、当社は既存店舗屋号から「マックスバリュ」への統一を全て完了したこととなる。なお、「マツビシマート」を「マックスバリュ」に転換する際に誕生した独自屋号である「マックスバリュEX」についても、順次、マックスバリュ関東などが展開している「マックスバリュエクスプレス」への屋号変更が進められ、2011年7月22日に「ザ・ビッグ浜松葵町店」への業態転換をもって「マックスバリュEX」の屋号も姿を消した。
さらに、2009年7月にイオンリテールが運営する「マックスバリュ」の内、静岡県の5店舗と愛知県豊橋市にある豊橋橋良店を譲り受ける契約を締結。同年9月17日に先行で蒲原店・浜岡店・大須賀店の3店舗を、同年9月25日に磐田西貝塚店（旧・磐田店）・湖西店・豊橋橋良店の3店舗を譲り受け、当社運営の店舗として開店した。これにより、これまで運営会社が分かれていた静岡県と愛知県豊橋市の店舗はMV東海運営に統一された。
2013年3月に当社と同じ静岡県・神奈川県にスーパーマーケット事業を展開するグループ会社のイオンキミサワ株式会社（株式会社CFSコーポレーションのスーパーマーケット事業を分社化し、イオン株式会社の完全子会社に移行）を吸収合併し、「キミサワ」「ザ・コンボ」「キミサワグラッテ」の3屋号を当社が継承した。併せて、「おいしさ」に拘った上質で廉価な品揃えをコンセプトとする新業態として「マックスバリュプライム」を立ち上げることを発表し、同年4月に開業した「マークイズ静岡店」で事業展開を開始。
さらに、同年6月には同年1月からイオングループの一員となったイオンエブリ株式会社から閉店した店舗の一部を譲り受けたことにより、当社でも「つるかめ」の事業展開も行っていたが、順次「マックスバリュエクスプレス」に屋号変更したことで店舗屋号を「マックスバリュエクスプレス」に統一した。
2014年3月にはイオングループの一員となった株式会社グルメシティ関東（現・株式会社ダイエー）からヤオハン時代に売却した熱海店・修善寺店および静岡城北店の3店舗と、閉鎖した店舗の関連不動産を譲譲受し、このうち2店舗は「マックスバリュエクスプレス」として再開業し、さらに、1店舗を「ザ・ビッグ」に業態転換した。
2019年7月に当社が運営していた「ザ・ビッグ」全店舗の運営をイオンビッグへ承継し、同年9月にマックスバリュ中部と合併した。この合併により同社が展開していた「マックスバリュ グランド」と「ミセススマート」の運営を継承。このうち、「ミセススマート」は店舗の建て替えや改装に伴って順次屋号変更されたことで、「マックスバリュ」や「マックスバリュエクスプレス」に統合された。
マックスバリュ東海では旧・ヤオハンの流れで火曜だけでなく水曜も対象となる「火・水曜市」を実施している。
寿司製造販売部門の銘柄は、旧・ヤオハンの「大吉」をそのまま使っている。なお、旧・ヤオハンがニューヨーク・マンハッタンで展開した寿司店「大吉」は現在も存在するが、マックスバリュ東海との関係は無くなっている。また、かつてヤオハンが販売したヤオハン商品券は、屋号が「ヤオハン」である店舗でのみ利用可能であったが、2011年2月19日ですべて「マックスバリュ」に統一されたため、マックスバリュ東海運営店舗では、現在も精算に使用することができる。一方で、イオンビッグへの移管店舗では、使用することができなくなった。
WAON・Suica・iD・QUICPay・イオンギフトカードについては、イオンエブリから譲受した一部店舗を除いて利用可能である。なお、Suicaとの電子マネー相互利用により、Kitaca・PASMO・manaca・TOICA・ICOCA・はやかけん・nimoca・SUGOCAも利用可能。

## 沿革
- 1997年（平成9年）
  - 9月18日 - 株式会社ヤオハン・ジャパンが会社更生法申請（倒産）。ジャスコ株式会社（現：イオン株式会社）が支援開始。
  - 12月19日 - 上場廃止（名古屋証券取引所第1部、東京証券取引所第1部）。
- 2000年（平成12年）
  - 3月2日 - 株式会社ヤオハンに商号変更。イオングループに入る[8]。
  - 7月1日 - ジャスコ株式会社の完全子会社になる[8]。
- 2002年（平成14年）
  - 2月22日 - 株式会社ヤオハンの会社更生手続が終結[9]。
  - 3月1日 - 商号をマックスバリュ東海株式会社に変更[9]。本店を静岡県沼津市から同駿東郡長泉町に異動登記。
- 2002年（平成14年）8月 - マックスバリュ店舗第1号となる、マックスバリュ裾野茶畑店を開店。
- 2004年（平成16年）7月30日 - 東京証券取引所第二部に再上場[10]（旧ヤオハン・ジャパン時代に上場廃止して以来7年ぶり）。
- 2006年（平成18年）
  - 2月20日 - イオンタウン藤枝清里ショッピングセンターから撤退（藤枝清里店閉鎖）。
  - 8月25日 - 100%子会社としてジョイフル東海株式会社を設立し、静岡県中部を地盤とする東海マートからスーパーマーケット「ジョイフル東海」などの譲渡を受ける。10月16日に正式に譲り受けた後、システムの変更を行い、10月19日に新装オープン。
- 2007年（平成19年）
  - 4月 - 熱海市の製パン店「ほていや」より事業を譲受、インストアベーカリーとして営業開始。
  - 9月1日 - 子会社のジョイフル東海株式会社から「ジョイフル東海」の小売事業を譲受、MV東海の店舗ブランドとなる。同社は解散し、2008年2月に清算結了。
- 2008年（平成20年）
  - 8月1日 - エコスから静岡県遠州を地盤とする株式会社シーズンセレクトの株式を譲受、同社を100%子会社化。
  - 8月28日 - 「マックスバリュEX」の事業展開を開始し、「マツビシマート」から転換したEX浜松富塚店、EX浜松上島店、EX浜松住吉店の3店舗をリニューアルオープン[注釈 1]。
  - 9月11日 - EX浜松天竜川店、EX浜松飯田店、マックスバリュ浜松宮竹店のリニューアルオープンをもって、「マツビシマート」・「シーズンセレクト」から「マックスバリュ」・「マックスバリュEX」への転換を完了[注釈 2]。
  - 10月1日 - 既存の「ジョイフル東海」3店舗（川原店、唐瀬店、新川店）と「マックスバリュ」3店舗（下田銀座店、大仁店、韮山店）を「マックスバリュEX」に転換[注釈 3]。
  - 11月1日 - 子会社のシーズンセレクト全事業を譲受。同社は2009年2月に解散し、同年4月に清算結了。
- 2009年（平成21年）
  - 3月21日 - 藤枝田沼店のリニューアルオープンを持って、「ジョイフル東海」から「マックスバリュ」・「マックスバリュEX」への転換完了[注釈 4]。
  - 6月1日 - マックスバリュ三島本町店を「マックスバリュEX」に転換[注釈 5]。
  - 7月30日 - 「マックスバリュEX」初の新規店舗「静岡川原店」をオープン（なお、「マックスバリュEX」としての新規店舗は静岡川原店のみであった）[注釈 6]。
  - 9月5日 - マックスバリュ沼津南店が、同所にて12年ぶりに当社店舗として再オープンした。旧「ヤオハン」時代にダイエーグループに売却した店舗で、唯一買い戻して営業再開した店舗[11]。
  - 9月17日 - イオンリテールから蒲原店・浜岡店・大須賀店の3店舗を譲受。システムや売場変更を行い、同月19日に改装オープン[注釈 7]。磐田西貝塚店・湖西店・豊橋橋良店の3店舗も9月25日に譲り受け、9月27日に改装オープンした[注釈 8]。
  - 12月2日 - EX浜松富塚店への導入をもって、全店舗（閉店を検討していた2店舗を除く）へのWAON導入を完了。
- 2010年（平成22年）
  - 3月5日 - ヤオハン葵町店を「マックスバリュEX」に転換。店舗名を「マックスバリュEX浜松葵町店」とする。
  - 5月13日 - マックスバリュ富士荒田島店を「マックスバリュEX」に転換[注釈 9]。
- 2011年（平成23年）
  - 2月1日 - ヤオハン原町西店から屋号変更した「マックスバリュエクスプレス沼津原町西店」が当社が運営する「マックスバリュエクスプレス」1号店となる[注釈 10]。
  - 2月19日 - 二宮店[注釈 11]、エクスプレス長泉店の屋号変更をもって、既存の「ヤオハン」全店舗が「マックスバリュ」に統一。
  - 2月22日 - 富士水戸島店、富士川成新町店を「マックスバリュエクスプレス」に屋号変更。
  - 2月26日 - 三島谷田店を「マックスバリュエクスプレス」に屋号変更。
  - 5月27日 - マックスバリュ山梨中央店を「ザ・ビッグ」に業態転換。なお、山梨県への出店は初で、マックスバリュ東海運営店舗1号店となる。
  - 6月23日 - 当社運営の「マックスバリュエクスプレス」としては初の新規店舗となる「マックスバリュエクスプレス大仁店」をオープン。
  - 7月22日 - 最後まで「マックスバリュEX」として営業していた浜松葵町店が「ザ・ビッグ」に業態転換されたため、「マックスバリュEX」から「マックスバリュエクスプレス」・「ザ・ビッグ」への屋号変更・統一を完了。なお、この業態転換により、「ザ・ビッグ」が静岡県内に初進出した。
- 2012年（平成24年）9月7日 - ザ・ビッグ浜松萩丘店をオープン。これまでの店舗とは異なり、居抜き出店による新規店舗である[12]。
- 2013年（平成25年）
  - 1月8日 - イオングループ中国本社の中枢企業である永旺（中国）投資有限公司（イオンチャイナ）との合弁により、広東省広州市に永旺美思佰楽（広州）商業有限公司（イオンマックスバリュ広州）を設立[13]。
  - 1月19日 - 子会社のイオンマックスバリュ広州が中国における「マックスバリュ」1号店となる「マックスバリュ太陽新天地店」をオープン[14]。
  - 3月1日 - イオンキミサワ株式会社を吸収合併。「キミサワ」・「ザ・コンボ」・「キミサワグラッテ」の運営を引き継ぐ。
  - 3月6日 - 以前から当社独自の企画として毎月6日・16日・26日に実施していた「しあわせカメさんの日」を「すこやかカメさんの日」に改訂。
  - 4月12日 - 商業施設「MARK IS 静岡」内に当社の新業態である「マックスバリュプライム」1号店となる「マックスバリュプライム マークイズ静岡店」をオープン[15][注釈 12]。
  - 4月19日 - イオンエブリ株式会社から同年4月14日で閉店した「つるかめ下荻野店」を譲り受け、「マックスバリュエクスプレス厚木下荻野店」として新規オープン。なお、厚木下荻野店が当社が運営する「マックスバリュエクスプレス」の神奈川県1号店となる（グループ全体における同業態の神奈川県1号店は木月住吉店だが、マックスバリュ関東の運営である）。
  - 4月26日 - イオンエブリ株式会社から同年4月21日で閉店した「つるかめランド西鶴間店」を譲り受け、「マックスバリュエクスプレス大和西鶴間店」として新規オープン[注釈 13]。
  - 6月5日 - イオンエブリ株式会社から同年6月2日で閉店した「TESCO吉野町店」を譲り受け、「つるかめ横浜吉野町店」として新規オープン。これにより「つるかめ」の運営も手掛けるようになる[注釈 14]。
- 2014年（平成26年）
  - 3月1日 - 2013年8月にイオン株式会社の連結子会社となった株式会社ダイエーの子会社である株式会社グルメシティ関東から、同社が運営していた「グルメシティ」3店舗（熱海店・修善寺店・静岡城北店）を譲り受ける[16][注釈 15]。その後、グルメシティ熱海店を除く2店舗は店内改装が行われ、グルメシティ静岡城北店は同年3月5日に「マックスバリュエクスプレス静岡城北店」として、グルメシティ修善寺店は翌3月6日に「マックスバリュ修善寺駅前店（「キミサワ修善寺店」との店舗名重複を防ぐため、店舗名も改称）」としてそれぞれリニューアルオープン[注釈 16]。
  - 3月3日 - イオンエブリ株式会社から「つるかめ」2店舗（相模大野店・和田町店）を同年3月1日に継承し、屋号を「マックスバリュエクスプレス」に変更（和田町店は継承・屋号変更時に横浜和田町店に改称）[17][18][注釈 17]。
  - 3月7日 - イオンエブリ株式会社から同年2月28日で閉店した「つるかめ六会店」を譲り受け、「マックスバリュエクスプレス藤沢六会店」として新規オープン[注釈 18]。
  - 4月24日 - 「キミサワ裾野店」がショッピングセンターの改装に伴って2階にも売場を拡張し、「マックスバリュベルシティ裾野店」に店舗名称を変更して改装オープン[19]。
  - 6月13日 - マックスバリュ相模原西橋本店を「ザ・ビッグ」に業態転換。神奈川県内における「ザ・ビッグ」1号店となる[20]。
  - 7月1日 - 破産手続き中の株式会社深澤商事との間で、同社が運営していた食品スーパーマーケット2店舗の取得に基本合意するとともに、山梨県韮崎市の「くろがねやスーパーデポ韮崎店」内に出店していた食品スーパーマーケット跡に新規出店（居抜き出店）する出店計画を発表[21]。
  - 9月5日 - 前述の出店計画に基づき、ザ・ビッグ甲西店（旧プラスバリュー甲西店を改装）とザ・ビッグ韮崎店の2店舗を同時オープン[22]。
  - 9月19日 - 前述の出店計画に基づき、ザ・ビッグ甲府和戸店（旧ビッグプラスバリュー甲府和戸店を改装）をオープン[23]。
  - 11月1日 - マックスバリュエクスプレス清水追分店をオープン。本店舗は既存の「マックスバリュエクスプレス」とは異なり、「わたしにうれしい とっても便利なお店」の新コンセプトを掲げ、売場構成の工夫・小容量商品の拡充・各種サービスの付加といった新たな取り組みを行った小型食品スーパーの1号店として位置づけられる[24]。
- 2016年（平成28年）7月22日 - 2010年から発行しているご当地WAON「しずおか富士山WAON」の利用金額の0.1%にあたる額を拠出し、「静岡県富士山後世継承基金」等に対して行った寄付が公益への貢献として認められ、グループ会社のイオンリテール株式会社と同時に紺綬褒章を受章[25]。
- 2019年（令和元年）
  - 7月1日 - 「ザ・ビッグ」全店舗（神奈川県・山梨県・静岡県内の35店舗）の運営を吸収分割によりイオンビッグ株式会社へ承継[7]。
  - 9月1日 - マックスバリュ中部株式会社を吸収合併。岐阜県、三重県、滋賀県に進出するとともに、「マックスバリュ エクスプレス」の運営エリアを愛知県にも拡げ、「マックスバリュ グランド」と「ミセススマート」の運営を引き継ぐ[7]。また、同社の子会社で中国・江蘇省にスーパーマーケットを展開する永旺美思佰楽（江蘇）商業有限公司（イオンマックスバリュ江蘇）を承継取得により子会社化した[26]。
  - 11月11日 - 本社を静岡県駿東郡長泉町から同浜松市東区（現・中央区）の旧マックスバリュエクスプレス浜松天竜川店の跡地に移転[27]。
- 2021年（令和3年）
  - 2月28日 - キミサワ加茂川店が店舗建て替えのため一時休業[28]。これにより、当社の運営店舗から「キミサワ」の屋号が無くなる。
  - 3月17日 - 子会社の永旺美思佰楽（江蘇）商業有限公司を解散[29]。
  - 3月25日 - 店舗建て替えのため休業していたミセススマート菰野店が「マックスバリュ」へ屋号変更し、オープン[30][注釈 19]。
  - 6月18日 - 店舗改装のため休業[31]していたマックスバリュ若松店が業態転換され、三重県での「マックスバリュエクスプレス」1号店となるマックスバリュエクスプレス鈴鹿若松店をオープン[32]。
  - 8月31日 - ミセススマート粥見店の店舗改装に伴う休業により、旧マックスバリュ中部から継承した「ミセススマート」の屋号が消滅。
  - 9月16日 - 店舗建て替えのため休業していた「キミサワ加茂川店」が小型スーパーへ業態転換し、「マックスバリュエクスプレス三島加茂川店」として再開業[33]。
  - 11月5日 - 店舗改装のため休業していた「ミセススマート粥見店」が転換し、「マックスバリュエクスプレス松阪粥見店」として再開業[34]。
- 2022年（令和4年）
  - 2月1日 - スマートフォン向けトータルアプリ「iAEON（アイイオン）」に付随するスマートフォン決済サービス「AEON Pay（イオンペイ）」を導入[35]。
  - 3月1日 - 小型の無人店舗である「Maxマート」の1号店を、静岡県静岡市の静岡朝日テレビ本社内に開店。利用は同建物内での勤務者に限られ、支払いはキャッシュレス決済（クレジットカードや電子マネーなど）のみとなる。[36][37]。
  - 4月4日 - 東京証券取引所の市場区分見直しにより東京証券取引所の市場第二部からスタンダード市場へ移行。
  - 4月5日 - 当社で初となる移動スーパーを開始。マックスバリュ浜北中瀬店を拠点に、静岡県浜松市天竜区の春野地区と熊地区を日曜日を除く各曜日に指定された場所で販売を行う。なお、同市に本社を持つ自動車メーカーのスズキ株式会社がこの取り組みに共感して両社で協力することとなり、移動販売車には軽トラックのキャリイの特装車シリーズの一つとして販売されている「特装ベース車」にコンテナを積載した特別車両[38]が使用されている[39]。
  - 6月2日 - スマートフォン向け公式アプリの付随サービスとして、商品のバーコードをスキャン（バーコードがない商品はリストから選択）して、会計時にレジに表示される二次元コードを読み取ることで精算が可能なセルフスキャンシステム「MaxGO（マックスゴー）」を開始し、「マックスバリュ浜松和田店」から導入[40]。
  - 7月28日 - 静岡県浜松市中区 (現・中央区) に「マックスバリュエクスプレス浜松中央店」をオープン[41]。 同地は「フィーネ東田町店」が営業していたが、経営難により同年5月15日をもって閉店となり、閉店に伴って日常的な食料品購入の場が限られるなどの事情を考案して出店したものである[42][43]。
  - 10月12日 - Yahoo!ショッピング内に「マックスバリュ東海ヤフー店」をオープン[44]。
- 2023年（令和5年）7月14日 - 愛知県のマックスバリュグランド千種若宮大通店とマックスバリュ徳川明倫店内にグループ会社のイオンサヴール株式会社が運営するフランス発の冷凍食品専門店「ピカール」のインショップ業態「プティピカール」を出店（東海地方へ初進出。なお、同じ日に九州地方へも同日に初進出している）[45]。

## 店舗ブランド

### マックスバリュ
イオングループが国内及び海外で展開する、食品中心のスーパーマーケット。当社が運営する「マックスバリュ」は東海4県（静岡県・愛知県・岐阜県・三重県）・神奈川県・山梨県・滋賀県の7県に出店している。なお、神奈川県は津田山店のみマックスバリュ関東が運営する。
当社では以前から豊橋市でイオンリテール（当時）と混在する状況となり、サービス内容の違いで混乱になっていたが、WAON等の電子マネーはサービス内容統一直前になり、豊橋南店でも利用可能となっていた。その後、イオンリテールから豊橋橋良店を譲り受けたことで、豊橋南店と豊橋橋良店は当社が提供するサービス内容に統一された。あわせて、静岡県内においても、一部の店舗がイオンリテールの運営になっていたが、こちらも譲受によりサービス内容が統一された。また愛知県ではマックスバリュ中部が運営する店舗も存在していたが（ただし県内でのエリア重複はなく、マックスバリュ東海が愛知県東部、マックスバリュ中部が愛知県西部に出店）、合併に伴って県内全域が当社運営に統一された。
当社が運営する店舗は新規開業の店舗、イオンリテール（その前はイオン)から譲り受けた店舗、当社の前身であるヤオハン・ジャパン時代から営業していた「ヤオハン」からの転換店舗（2010年までは改装等のタイミングで転換、2011年1月～2月は屋号変更）、子会社化した店舗ブランド（ジョイフル東海・マツビシマート・シーズンセレクト）からの転換店舗、マックスバリュ中部から運営を引き継いだ店舗に大別され、さらに、マックスバリュ中部から引き継いだ店舗に関しては、マックスバリュ中部の前身の店舗ブランド（フレックス・アコレ・バリューセンター・ウエルマート）からの転換店舗、マックスバリュ名古屋（旧・ナフコはせ川）から運営を継承した店舗、マックスバリュ中京（その前はイオンリテール、イオン)から運営を継承した店舗、イオンマーケットから運営を継承し「ピーコックストア」からブランド転換した店舗、マックスバリュ中部として新規開業した店舗に分かれる。
修善寺駅前店は同じグループ会社のグルメシティ関東株式会社から譲り受けた店舗。ベルシティ裾野店は改装に伴って「キミサワ」から屋号変更した店舗。菰野店は旧マックスバリュ中部から継承した「ミセススマート」から店舗建て替えに伴って屋号変更した店舗である。また、開業当初「マックスバリュ プライム」として開業したマークイズ静岡店は2019年に「マックスバリュ」へブランド変更されている。
2020年10月に開店した東海荒尾店は当社の店舗で唯一店舗名に「東海」が付くがこれは社名である東海地方を指す"東海"ではなく、愛知県東海市の"東海"を指す（なお同店は、開業の届け出は合併前のマックスバリュ中部がしていたものであり、その際の仮称でも東海荒尾店であった）。なお全国的には熊本県荒尾市にイオン九州が運営する「荒尾店」も存在している。
店舗例
- マックスバリュ御殿場富士岡店（静岡県御殿場市）
※元「ヤオハン」店舗
- マックスバリュ裾野店（静岡県裾野市）
※旧店舗、元「キミサワ」店舗
※2021年11月25日に建て替え再オープン済[46]
- マックスバリュ太閤店（愛知県名古屋市中村区）
※旧・マックスバリュ中京→マックスバリュ中部運営店舗
- マックスバリュ川原店（愛知県名古屋市昭和区）
※旧・マックスバリュ名古屋→マックスバリュ中部運営店舗

### マックスバリュエクスプレス
「マックスバリュエクスプレス」は"シンプル&フレッシュ よいものを、手軽に"をコンセプトに展開する都市型小規模店舗業態。2023年3月時点で神奈川県6店舗、静岡県32店舗（伊豆エリア10店舗、東部エリア11店舗、中部エリア7店舗、西部エリア4店舗）、愛知県6店舗（うち4店舗は名古屋市内の店舗）、三重県4店舗の計48店舗を展開している。なお、神奈川県には木月住吉店もあるが、津田山店同様、マックスバリュ関東による運営である。(モアーズ川崎店はイオンエブリからマックスバリュ関東に移管された後に閉店した。)
この店舗ブランドはもともと2009年3月にイオンリテール（現・マックスバリュ関東）が立ち上げたもので、当社は「ヤオハン」から「マックスバリュ」への屋号変更に際し、旧「ヤオハン沼津店」から屋号変更したエクスプレス沼津原町西店の開業により事業を開始し、「ヤオハン」として営業していた3店舗を順次追加。さらに、既存の「マックスバリュ」3店舗も追加された。
また、これまで当社が独自業態として展開していた「マックスバリュEX」15店舗のうち、12店舗が「マックスバリュエクスプレス」に屋号変更され、さらに、2011年6月に店舗建替により新規開業した大仁店も「マックスバリュエクスプレス」となった為、最終的に当社が運営する店舗は20店舗に拡大し、マックスバリュ運営会社の中でも最多の店舗数となった。
その後、1店舗の新規開業と1店舗の業態転換を経て、2013年4月からはイオンエブリ株式会社（旧・テスコジャパン株式会社）から、神奈川県内の9店舗を順次継承し、屋号変更したことで神奈川県での店舗網を拡大。2014年7月には同年4月1日に「つるかめ大和店」を譲り受けて開業した大和駅前店に「マックスバリュエクスプレス」の屋号が与えられた。同時期に静岡県内2店舗の統合と業態転換が行われた。
前述のとおり、2014年11月にオープンした清水追分店から、"わたしにうれしい とっても便利なお店"のコンセプトを掲げた小型店舗業態に再定義され、以降、天城湯ヶ島店（2015年5月開業）、静岡西脇店（2015年7月開業）、沼津西沢田店・静岡羽鳥店（共に2016年7月開業）、静岡上足洗店・熱海小嵐店（共に2016年11月開業）、河津店（2017年4月開業）、寒川中瀬店（2017年10月開業）、茅ヶ崎浜須賀店・茅ヶ崎若松店（共に2017年11月開業）、静岡大岩店（2018年3月開業）、清水駅前店（2018年4月開業）、土肥店（2018年6月開業）、富士国久保店（2018年9月開業）、小山町店（2018年10月開業）、富士今泉店（2019年4月開業）、富士御幸町店（2019年6月開業）、浜松常磐町店（2020年11月開業）、浜松中央店（2022年7月開業）、熱海咲見町店（2022年10月開業）、浜松住吉店（2022年11月開業）、平子店（2022年12月開業）と新規出店も行われるようになった一方、2016年以降、一部既存店の閉鎖や屋号変更・他ブランドへの業態転換が行われた。
2019年9月のマックスバリュ中部との合併に際し、愛知県内の全店舗の運営を引き継いだ。このうち、勝川駅店（春日井市）は開業当初、マックスバリュ中京が運営を行っていた店舗である。
2020年（時期不詳）にはマックスバリュエクスプレス瑞穂通店（名古屋市瑞穂区）がエクスプレスの付かないマックスバリュに転換された。また、浜松飯田店は店舗建て替えに伴い2020年8月20日をもって一時休業し、2021年3月5日にエクスプレスの付かない「マックスバリュ」として再開業された。
2021年6月18日に「マックスバリュ」からの業態転換によって鈴鹿若松店（鈴鹿市、旧マックスバリュ若松店）がオープンしたことにより、これまで展開されていなかった三重県へ進出し、同年8月3日には松阪大石店（松阪市、旧マックスバリュ大石店）、同年11月5日には松阪粥見店（松阪市、旧ミセススマート粥見店）、同年12月3日には鈴鹿加佐登店（鈴鹿市、三重県初の新規店舗）がオープンした。
同年9月16日には、店舗建て替えのため同年2月に一時閉店したキミサワ加茂川店を本業態へ転換し、三島加茂川店として新装オープンした。
イオンエブリから譲受した店舗にはWAON及び「カメさんカード」が利用不可の店舗がある。なお「カメさんカード」については旧・マックスバリュ中部の営業エリアの全店舗でも利用不可である（後述）。
店舗例
- マックスバリュエクスプレス笠寺店（愛知県名古屋市南区）
※旧・マックスバリュ中部運営店舗
- マックスバリュエクスプレス瑞穂通店（当時、愛知県名古屋市瑞穂区）
※現・マックスバリュ店舗
※旧・マックスバリュ中部運営店舗

### マックスバリュ グランド
マックスバリュ中部から承継した業態で、通常のマックスバリュよりも品ぞろえを強化した大型店舗。愛知県名古屋市のイオンタウン内に出店している。
2019年9月現在、マックスバリュ中京時代に開店した千種若宮大通店（イオンタウン千種内）と、マックスバリュ中京が届出を行い、合併に伴って引き継いだマックスバリュ中部で開業した名西店（イオンタウン名西内）の2店舗を展開する。
店舗例
- マックスバリュグランド千種若宮大通店（愛知県名古屋市千種区）
- マックスバリュグランド名西店（愛知県名古屋市西区）

### 過去の店舗ブランド
当社がかつて運営した（他社への移管を含む）店舗ブランドを記載する。合併した各社の当時に廃止した店舗ブランドについては各社の記事を参照（例：マックスバリュ中部#過去の店舗ブランド）。
ヤオハン

当社の従前よりの店舗ブランドであったが、2011年までに全店がマックスバリュに改称されて消滅（会社概要参照）。
ジョイフル東海
 元は静岡県静岡市の同業「株式会社東海マート」（2006年民事再生法適用）が静岡市、藤枝市で運営していた食品スーパー名。同年当社の設立した受け皿法人「株式会社ジョイフル東海」が営業権を譲受。店舗名は改装に伴い順次マックスバリュ等へと変更（沿革参照）。
マツビシマート・シーズンセレクト

マックスバリュプライム

通常のマックスバリュに転換された。
つるかめ

ザ・ビッグ

ディスカウント業態の店舗。当社では2011年から展開を開始していた。
前述の通り、2019年7月1日に運営全店舗をイオンビッグに移管したため、当社の店舗としては消滅。
ザ・コンボ

ハックキミサワ（のちのCFSコーポレーション、企業としては現・ウエルシア薬局）が展開を開始した、食品スーパーとドラッグストアを組み合わせた店舗。2019年9月2日現在でグランリバー大井川店（静岡県焼津市）と厚木妻田店（神奈川県厚木市）の2店舗を運営していた。
上記2店が2020年（時期不詳）にマックスバリュに転換され消滅。
キミサワグラッテ

イオンキミサワに分社化後に事業展開を開始した食品スーパーで、こだわりのある品ぞろえを特徴とした。静岡県内に展開。2019年9月2日現在で長泉店（静岡県駿東郡長泉町）と香貫店（静岡県沼津市）の2店舗を運営していた。
2021年（時期不詳）に香貫店がマックスバリュに転換したことで消滅。
キミサワ

CFSコーポレーション（企業としては現・ウエルシア薬局）の前身企業の一つである株式会社キミサワ時代から展開していたスーパーマーケット。2019年9月2日現在で御殿場便船塚店（静岡県御殿場市）・加茂川店・広小路店・せせらぎパーク三好店（以上は静岡県三島市）の4店舗を運営していた。
2021年に2月28日に加茂川店が閉店したことで消滅（同店は建て替えのうえでマックスバリュエクスプレスに転換し、2021年9月16日に再開業した）。
ミセススマート

マックスバリュ中部から継承した業態で、三重県のみで展開されていた小型店舗である。元々はマックスバリュ中部が2001年2月から1店舗だけ展開していたが、2002年4月に「アコレ」・「フレックス」・「ウエルマート」からの店舗ブランド変更により本格的に事業展開を開始した。買い物カゴやレジ袋等は「マックスバリュ」と共通である。
マックスバリュ中部から菰野店（三重郡菰野町）と粥見店（松阪市）の2店舗を継承したが、菰野店は店舗建て替えに伴い2020年8月31日をもって一時休業（2021年3月25日に「マックスバリュ菰野店」として再開業）、粥見店も2021年8月31日をもって一時休業（2021年11月5日に「マックスバリュエクスプレス松阪粥見店」として再開業）したため消滅した。
店舗例
- ヤオハン荻窪店（神奈川県小田原市）
※2011年にマックスバリュに転換
- ザ・ビッグ石和店（山梨県笛吹市）
※元「マックスバリュ」店舗
※2019年7月1日にイオンビッグに移管
- ミセススマート粥見店（三重県松阪市）
※2021年8月31日閉店
※2021年11月5日にマックスバリュエクスプレスに転換

## サービスデー

### スーパーマックスデー
毎月20日・30日に行われるイオンお客様感謝デーに加え、当社では毎月10日に「スーパーマックスデー」として、イオンお客様感謝デーと同様の5%割引を受けることができる。
この施策はもともとマックスバリュ中部が実施していたもので、マックスバリュ中部を合併する前のマックスバリュ東海では実施しておらず、同日には「ありが10デー」（WAON POINTなどのポイント付与が5倍）が実施されていた。マックスバリュ東海がマックスバリュ中部を合併した際に、マックスバリュ東海の従前からの店舗でも「ありが10デー」に代わって「スーパーマックスデー」が実施されることとなった。

### すこやかカメさんの日
当社はイオングループ全体で開催している「G.G.感謝デー」とは別に、以前から高齢者を対象としたセールを実施しており、全国老人福祉助成会が実施している「亀さん運動」に当社も参加し、毎月6日・16日・26日に「しあわせカメさんの日」として、60歳以上の方で会員手帳にある割引券を提示することで、500円毎の購入で最大1割引となっていた。しかしながら、よりスムーズな精算を行うようにするため、2013年（平成25年）1月6日に「カメさんの日」の制度変更を発表。同年2月26日をもって手帳の利用を終了し、同年3月6日に「すこやかカメさんの日」に改め、カードでの運用が開始された。
具体的にはこれまでの割引券がつづられていた手帳タイプから当社が独自に発行するカードタイプとなり、カードを提示することで一部（酒・たばこ・書籍・金券類・テナント・マイバスケット）を除くほとんどの商品が購入金額に関係なく一律1割引となった。また、手帳タイプでは有効期限内でも割引券がなくなった時点で更新する必要があったが、カードタイプでは購入金額に関係なく発行日から1年間有効となった。
前述のとおり、同年2月26日をもって手帳での利用が終了となったため、同年3月1日より有効期限が同年3月以降まで残っている手帳を持っている方を対象にカードへの交換を開始した。交換となるので、通常はカード発行時に支払う500円が無料になる（ただし、次回更新時には500円が発生する）。また、制度変更により入会できる年齢を65歳以上に引き上げたが、65歳未満の方でも、有効期限が残っている手帳を持っていればカードへの交換が可能で、以降も1年毎にカードを更新することができる。
合併に伴って利用できる店舗も拡大され、一部店舗を除く当社運営の「マックスバリュ」に加え、「すこやかカメさんの日」スタート日から「キミサワ」、「ザ・コンボ」、「キミサワグラッテ」の一部店舗でも運用を開始。その後も利用可能店舗を拡大し、2013年4月6日からは旧イオンキミサワの店舗全店でも利用可能となる。
なお、2019年9月1日時点で、旧マックスバリュ中部の営業エリアである愛知県（尾張地区）・三重県・岐阜県・滋賀県では未実施である。マックスバリュ中部との合併後の新規店舗でも当該エリアの店舗では実施しない（例：合併後の2019年11月に開店の四日市泊店(三重県)や大津京店(滋賀県)、2020年10月に開店の東海荒尾店（愛知県尾張エリア)では実施しない一方、2019年12月開店のウェルディ長泉店(静岡県)では実施している）。2020年9月4日に開店した豊田四郷店はマックスバリュ中部が届け出した店舗であるが地理的に三河エリアに位置する為実施される。（なおマックスバリュ東海との合併前は2014年9月に閉店した三好店などがありマックスバリュ中部として三河エリア1号店を予定していたものではない。)同じ愛知県かつ合併前にマックスバリュ中部が届け出した店舗でも尾張エリアに位置する東海荒尾店とは対照的である。
2019年10月6日以降に標準税率の商品を購入した場合本体価格から1割引、その後課税する為表示の本体価格が税込価格となるものではなく実際に支払う金額は表示の本体価格より若干安くなる。

### ナイスキッズデー
旧マックスバリュ中部では子育て応援支援の一環として、毎月7日に「ナイスキッズデー」が開催されており、当社へ合併後も愛知県（尾張地区）・三重県・岐阜県・滋賀県の店舗限定企画として引き続き開催されている。当該エリア内であれば合併後に開店した店舗（四日市泊店、大津京店、東海荒尾店)でも実施している。（逆に前述エリア以外では新店舗（ウェルディ長泉店)でも開催していない。)マックスバリュ中部が届け出し合併後に開店した豊田四郷店は実施していない。理由はすこやかカメさんデーの実施と同様である。
全国の自治体（静岡県、山梨県、神奈川県といったナイスキッズデー非実施エリア及びマックスバリュ東海の出店エリア外も含む)が発行する子育て支援カードやクーポンを提示（スマートフォンや携帯電話の画面でカードが表示できる場合は画面を見せることでも可）で5%割引を受けることができる。

## 関連会社
- 永旺美思佰楽（広州）商業有限公司（イオンマックスバリュ広州）
- 永旺美思佰楽（江蘇）商業有限公司（イオンマックスバリュ江蘇） - 解散済。マックスバリュ中部の子会社であったものを、マックスバリュ東海がマックスバリュ中部を吸収合併したことに伴い承継したものの、2021年3月17日に会社解散。